# Asiotmethis similis
Asiotmethis similis är en insektsart som beskrevs av Bei-bienko 1951. Asiotmethis similis ingår i släktet Asiotmethis och familjen Pamphagidae. Inga underarter finns listade i Catalogue of Life.